# Marti Maraden
Marti Maraden (nombre de nacimiento: Marti Kathleen Fredrickson, El Centro, California, 22 de junio de 1945 - Upsala, 31 de agosto de 2023) fue una actriz y directora canadiense.

## Biografía
Emigró a Canadá en 1968 y se convirtió en actriz principal en el Festival de Stratford en la década de 1970. 
Maraden fue directora artística del Teatro Inglés del Centro Nacional de las Artes en Ottawa de 1997 a 2006. 
Maraden falleció el 31 de agosto de 2023 a los 78 años, de insuficiencia orgánica luego de una cirugía de emergencia mientras visitaba a su familia en Uppsala, Suecia.

## Filmografía
- 1986, The Campbells
- 1983, The Wars
- 1972, The Beachcombers